# Flugplatz Gatow

i7
i11
i13
Der ehemalige Flugplatz Gatow, die heutige General-Steinhoff-Kaserne, liegt im Berliner Bezirk Spandau. Der Flugbetrieb wurde am 30. Juni 1994 eingestellt. Heute befinden sich auf einem Teil des verbliebenen Areals das Militärhistorische Museum der Bundeswehr – Flugplatz Berlin-Gatow (ehemals: Luftwaffenmuseum der Bundeswehr) sowie einige Dienststellen der Bundeswehr, unter anderem das Kommando Luftwaffe. Bis zur Gebietsreform im Jahr 2003 lag der ehemalige Flugplatz im Ortsteil Gatow. Seit 2003 gehört er zum Ortsteil Kladow.

## Geschichte

Lage der aktiven und ehemaligen Berliner Flughäfen

### Vorgeschichte

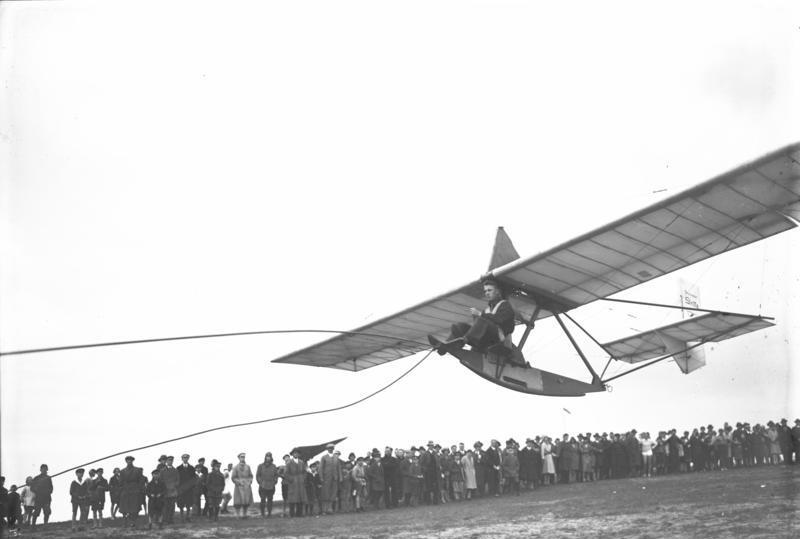
Ein Student der Deutschen Hochschule für Leibesübungen beim Segelflugstart in den Gatower Bergen

Vor der Einrichtung des Militärflugplatzes Gatow im Jahr 1935 wurde das Gelände der Hellen Berge westlich vom Berg Hohengatow – in einigen Quellen auch mit Gatower Berge bezeichnet – ab etwa 1925 als Segelfluggelände genutzt. Unter anderem fanden dort Segelflugschulungen der Deutschen Hochschule für Leibesübungen statt.

### Fliegerhorst Gatow
Im Jahr 1935 wurde der Militärflugplatz im Zuge der Aufrüstung der Wehrmacht für die Luftwaffe erbaut. So wurden in Gatow und Kladow am westlichen Stadtrand von Berlin nahe dem Truppenübungsplatz Döberitz Kasernenanlagen und der Flugplatz Gatow errichtet. Der Fliegerhorst Gatow wurde am 1. November 1935 von Adolf Hitler persönlich eingeweiht. Nach seiner Fertigstellung wurden hier die Luftkriegsschule 2 und die Luftkriegsakademie untergebracht. Es waren die wichtigsten Ausbildungszentren der Luftwaffe. Sie ersetzten die Ausbildungsstätte in Döberitz. Hitler wurde vom Flugplatz Gatow regelmäßig nach Berchtesgaden geflogen. Kurz vor dem Kriegsende flog Hanna Reitsch am 26. April 1945 vom Flugplatz Gatow mit Generaloberst Robert Ritter von Greim zum Führerbunker in das bereits vollständig eingeschlossene Berlin. Die Pilotin Beate Uhse floh von hier nach Norddeutschland.

### Royal Air Force Gatow
Am 26. April 1945 besetzte die Rote Armee im Verlauf der Schlacht um Berlin den Flugplatz und nutzte ihn von Mai bis Juni zur Stationierung von Il-2-Schlachtflugzeugen, Jak-9-Jägern und Verbindungsflugzeugen vom Typ Po-2. Gemäß der Vereinbarungen auf der Konferenz von Jalta übergaben ihn die sowjetischen Truppen zum 2. Juli 1945 an die Royal Air Force Unit Berlin, aus der am 1. August 1945 dann die Royal Air Force Station Gatow, kurz RAF Gatow wurde. In diese Zeit fällt auch die Nutzung des Platzes durch die zur Potsdamer Konferenz anreisenden Delegationen der Siegermächte. Durch einen vor der Übergabe vereinbarten Gebietsaustausch erhielten die sowjetischen Truppen große Teile von Staaken einschließlich des dortigen Flugplatzes. Im Gegenzug erhielten die Briten die auf Groß Glienicker Gebiet liegenden Teile des Flugplatzes Gatow und den „Seeburger Zipfel“. Trotzdem nutzten die sowjetischen Streitkräfte Gatow noch einige Zeit danach als Notlandeplatz. Nachweisbar sind so die Landung einer Jak-9 am 19. Oktober 1945 und einer Il-2 zu Beginn des Jahres 1946. Spektakulär verlief die versehentliche Landung einer MiG-15 am 24. Oktober 1952, deren Pilot, als ihm sein Irrtum bewusst wurde, sein Flugzeug wieder beschleunigte und trotz des britischen Versuchs, mit Fahrzeugen die Startbahn zu blockieren, erfolgreich starten konnte. Bereits kurz nach dem Krieg wurden die verbliebenen Gebäude der Luftkriegsakademie östlich des Kladower Damms als Krankenhaus genutzt und später umgebaut.
Während der Berlin-Blockade spielte der Flugplatz Gatow eine wichtige Rolle bei der Versorgung von West-Berlin. So landete hier am 28. Juni 1948 das erste Transportflugzeug der Berliner Luftbrücke. Die Umschlagmenge belief sich schon nach kurzer Zeit auf 1000 Tonnen pro Tag.
Zwischenzeitlich gab es auch eine Nutzung als ziviler Flughafen. Die BEA nahm 1946 den zivilen Flugverkehr nach Westdeutschland auf. Nachdem 1950 fast der gesamte West-Berliner Flugverkehr zum Flughafen Tempelhof verlegt worden war, verblieben als einzige nichtmilitärische Nutzung gelegentliche Staatsbesuche von Mitgliedern der königlichen Familie, insbesondere von Königin Elisabeth II.
Die RAF Germany stationierte zwischen 1958 und 1994 als Teil des RAF Gatow Station Flights zwei Flugzeuge vom Typ Chipmunk T.10, die innerhalb der Berliner Kontrollzone und der Luftkorridore zur Luftaufklärung genutzt wurden. Das britische Army Air Corps stationierte ab 1970 den 7th Flight mit zunächst drei Hubschraubern vom Typ Westland Bell Sioux AH.1, die ab 1975 durch Gazelle AH.1 ersetzt wurden. Der 7th Flight wurde mit dem Abzug 1994 in Brunei neu aufgestellt.
Unter der britischen Hoheit fanden zahlreiche Umbauten statt, so entstanden neue Siedlungen aus Mehrfamilien- und Reihenhäusern zur Unterbringung der Soldaten. Ferner wurden ein Golfplatz und 1977 ein Schießplatz angelegt.

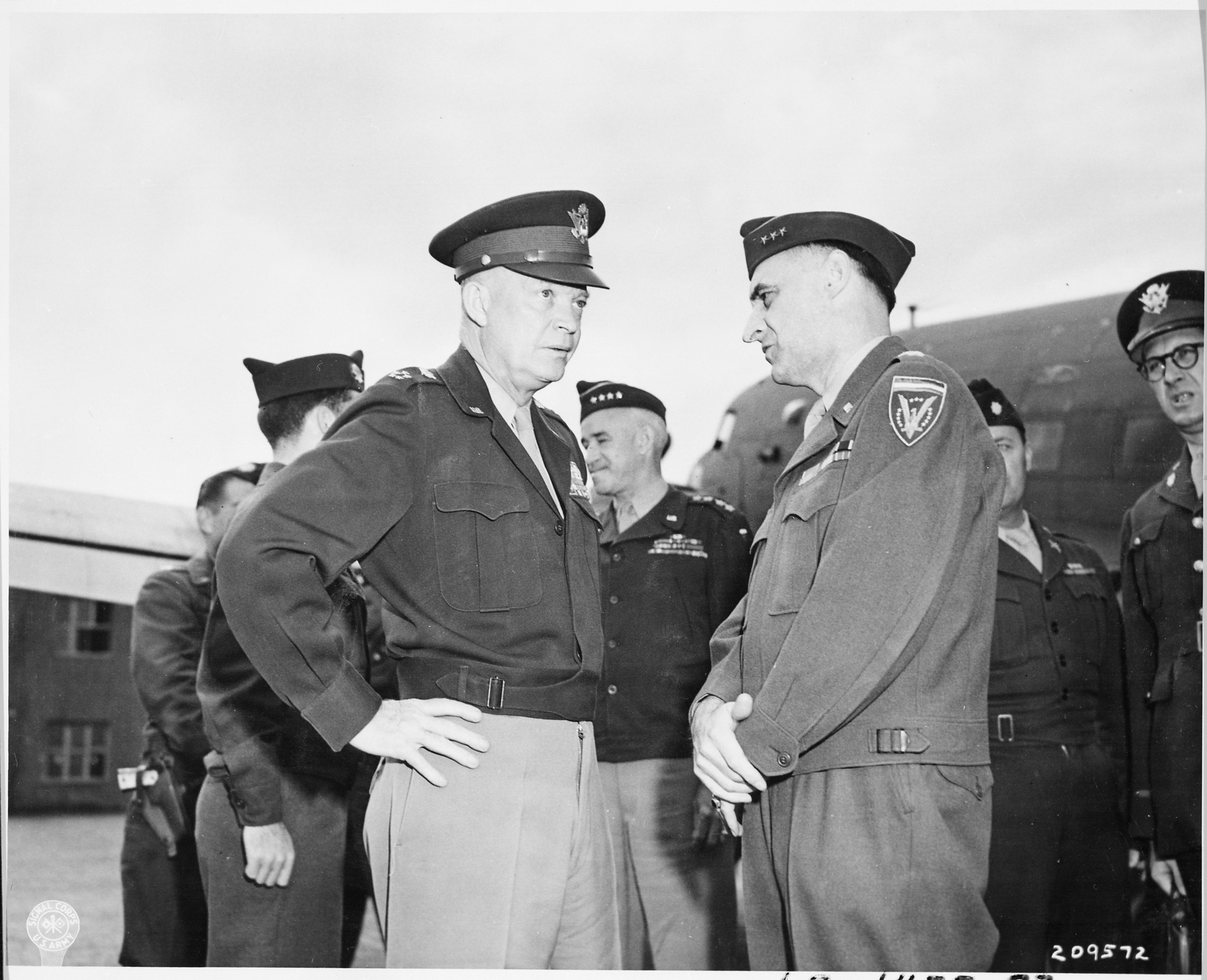
General Dwight D. Eisenhower und Lt. General Lucius D. Clay auf dem Flugplatz
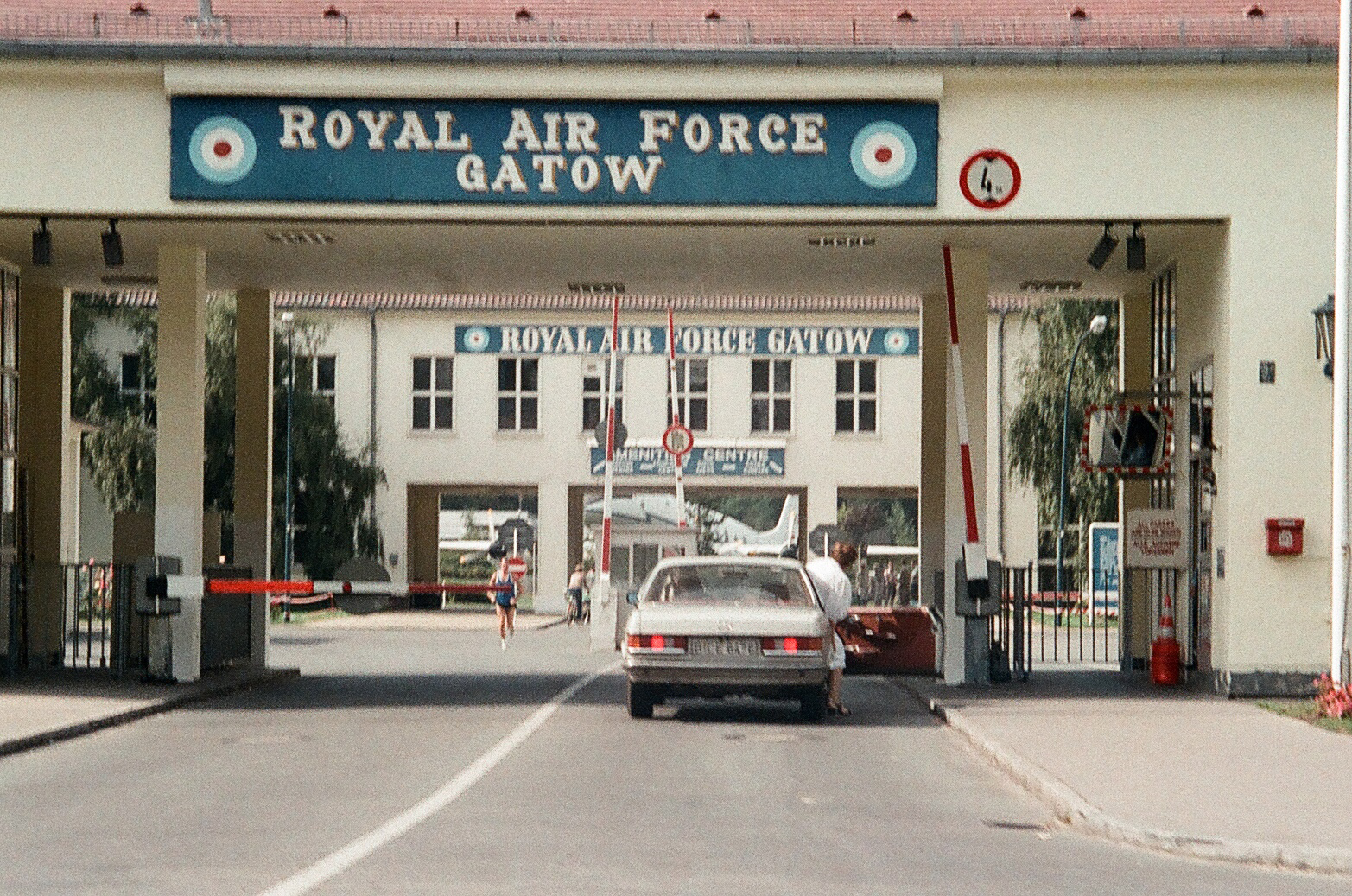
Haupteinfahrt, August 1983
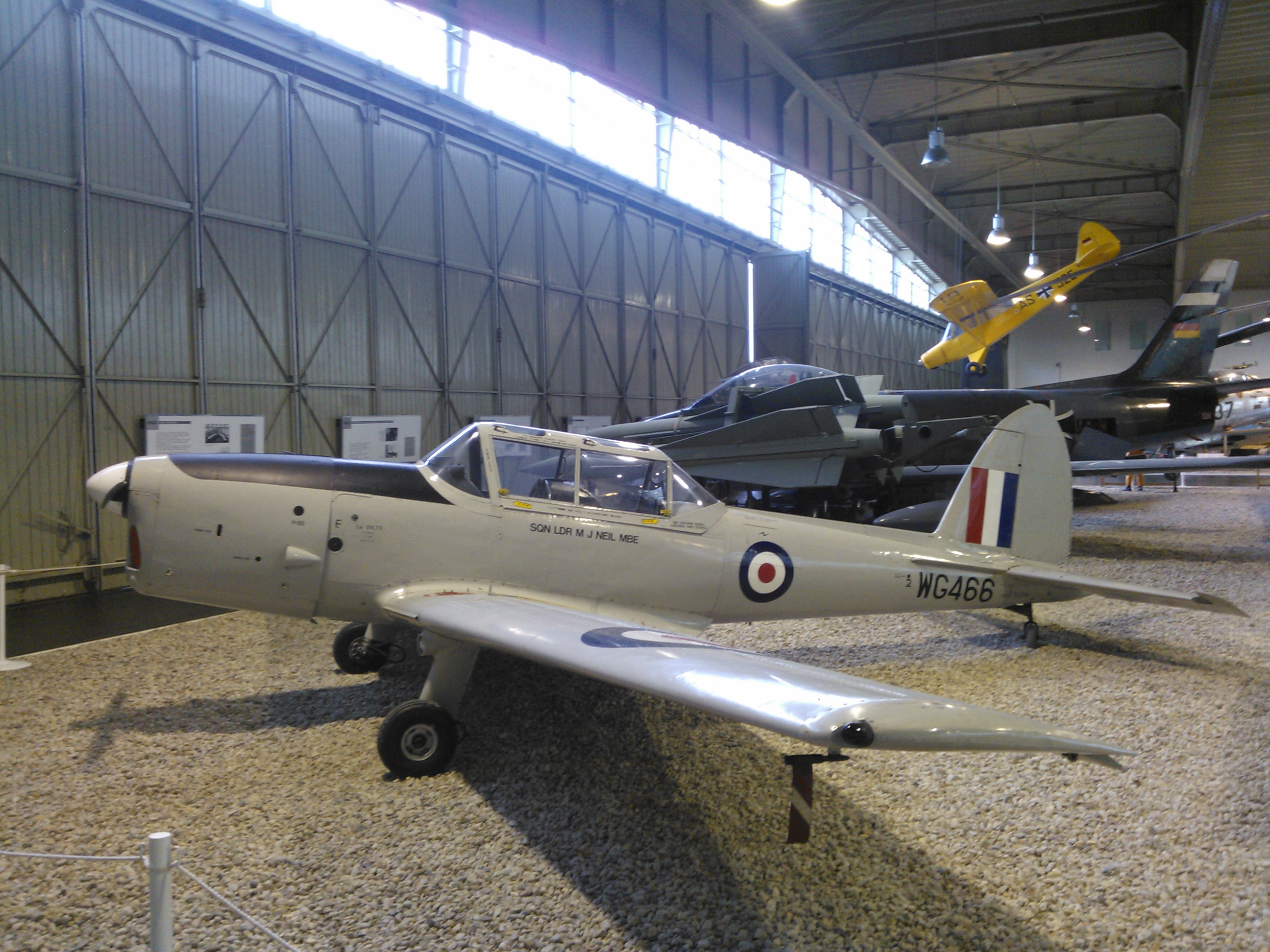
Original DHC-1 Chipmunk, aktuell im MHM Gatow
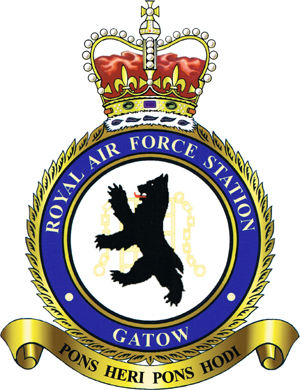
Wappen der Royal Air Force Gatow

### General-Steinhoff-Kaserne
Nach fast 50 Jahren verließen am 18. Juni 1994 die Alliierten Berlin. Der Flugbetrieb wurde mit Ablauf des 30. Juni 1994 eingestellt. Am 7. September 1994 übernahm die Bundeswehr den Flugplatz. Die Übernahme erfolgte seinerzeit durch die 3. Luftwaffendivision. Der damalige Kommandeur war Generalmajor Jürgen Höche, der Leiter der Presse- und Öffentlichkeitsarbeit war Oberstleutnant Joachim Weiß. Heute teilt sich das Gelände in die nach Johannes Steinhoff benannte General-Steinhoff-Kaserne mit dem Militärhistorischen Museum der Bundeswehr und weiteren Dienststellen der Streitkräfte. Zur Kaserne gehören nur ein kleiner Teil des Geländes, die alten Unterkünfte, einige Hangars des Museums sowie der Tower. Ein Teil der ehemaligen Start- und Landebahnen ist weiterhin erhalten. Die alten Bahnen werden als Ausstellungsfläche für historische Fluggeräte genutzt; zwei 830 Meter lange Bahnen werden jeweils zum jährlichen Flugplatzfest in Betrieb genommen.

### Zivile Nutzung
Große Teile der ehemaligen Flugplatzfläche sind heute zivil genutzt. Die für den Flugplatz angelegte Siedlung Habichtswald wurde von der britischen Armee nicht genutzt und als Bundesbesitz vermietet; inzwischen ist sie an Privateigentümer verkauft. Mit dem Ende des Flugbetriebs wurde die Landstadt Gatow in Kladow entwickelt. Heute stehen im Bereich der Start- und Landebahnen Reihen- und Einzelhäuser, Supermärkte und Schulen. Auch wurden am Kladower Damm die von den Briten errichteten Wohnungsbauten zum großen Teil aus dem Kasernengelände herausgelöst und stehen dem freien Wohnungsmarkt zur Verfügung. Dies trifft auch auf einige ältere Häuser und Neubauten sowie ein jüngst umgebautes Kasernengebäude zu. Der Golfplatz wurde 1999 um das Gelände der Senatsreserve für Kohle erweitert und ist heute Heimat des Berliner Golf Clubs Gatow. Für den Schießplatz an der Potsdamer Chaussee ist eine Umgestaltung zu einer öffentlichen Parkanlage geplant.

## Flugplatzgebäude
Die ursprünglichen Gebäude des Flugplatzes Gatow sind als Denkmale mit der Objekt-Nummer (09085643), die der Reichsakademie als Objekt-Nummer (09085644) geschützt.

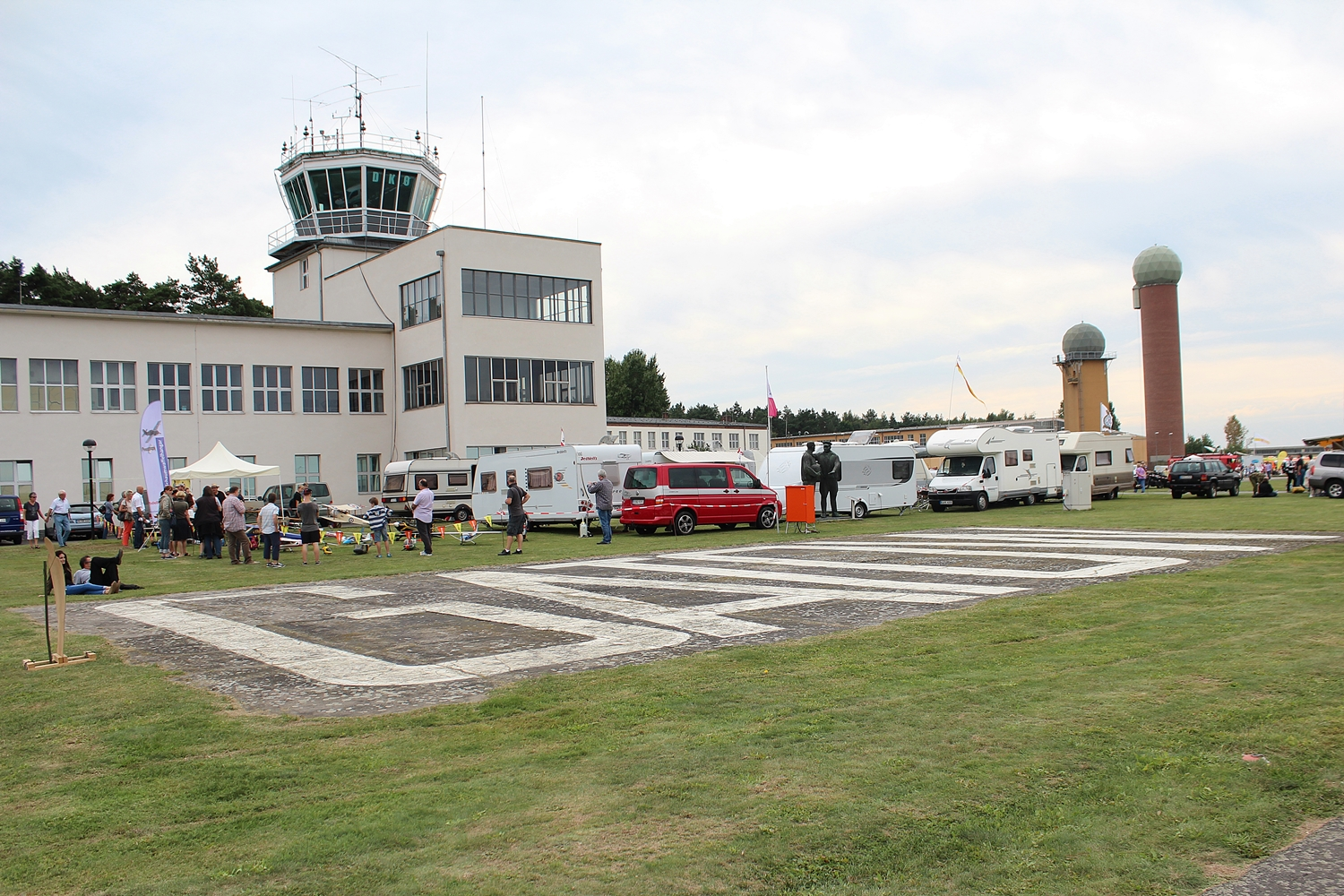
Terminal und Tower, vorn die Großbuchstaben ‚GATOW‘
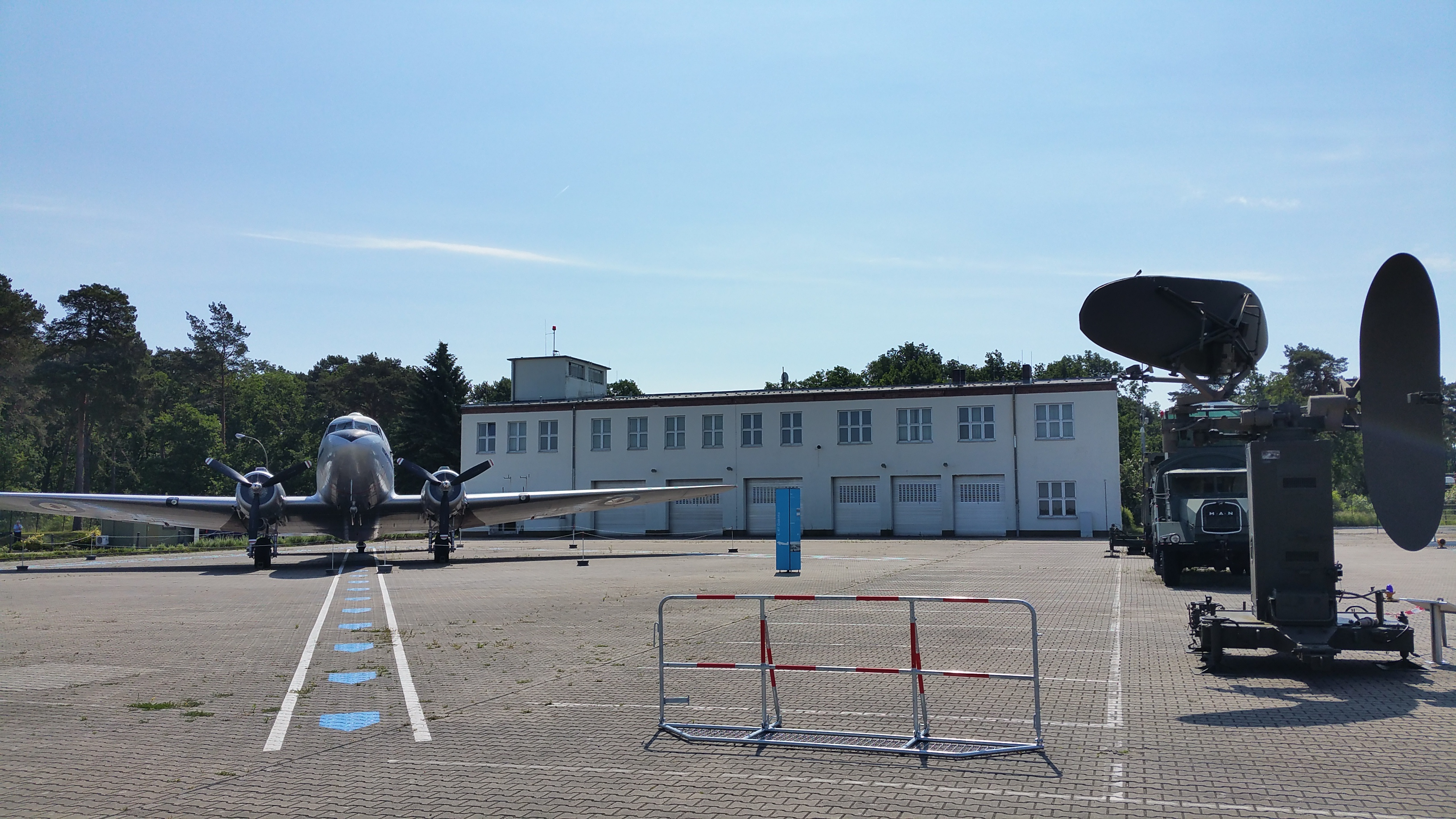
Gebäude der Flugplatzfeuerwehr
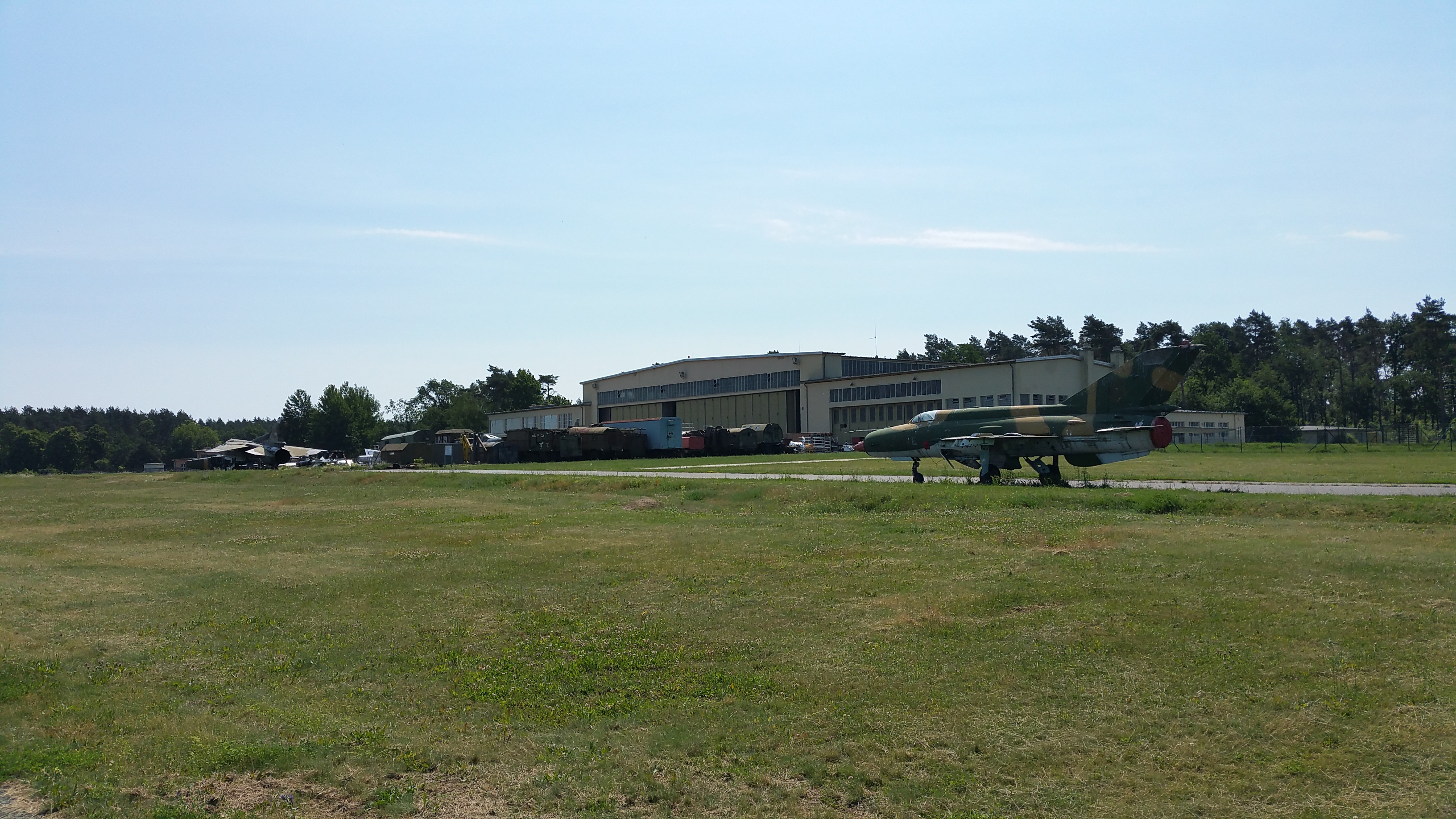
Hangar 1 – Museum (Restaurierung)
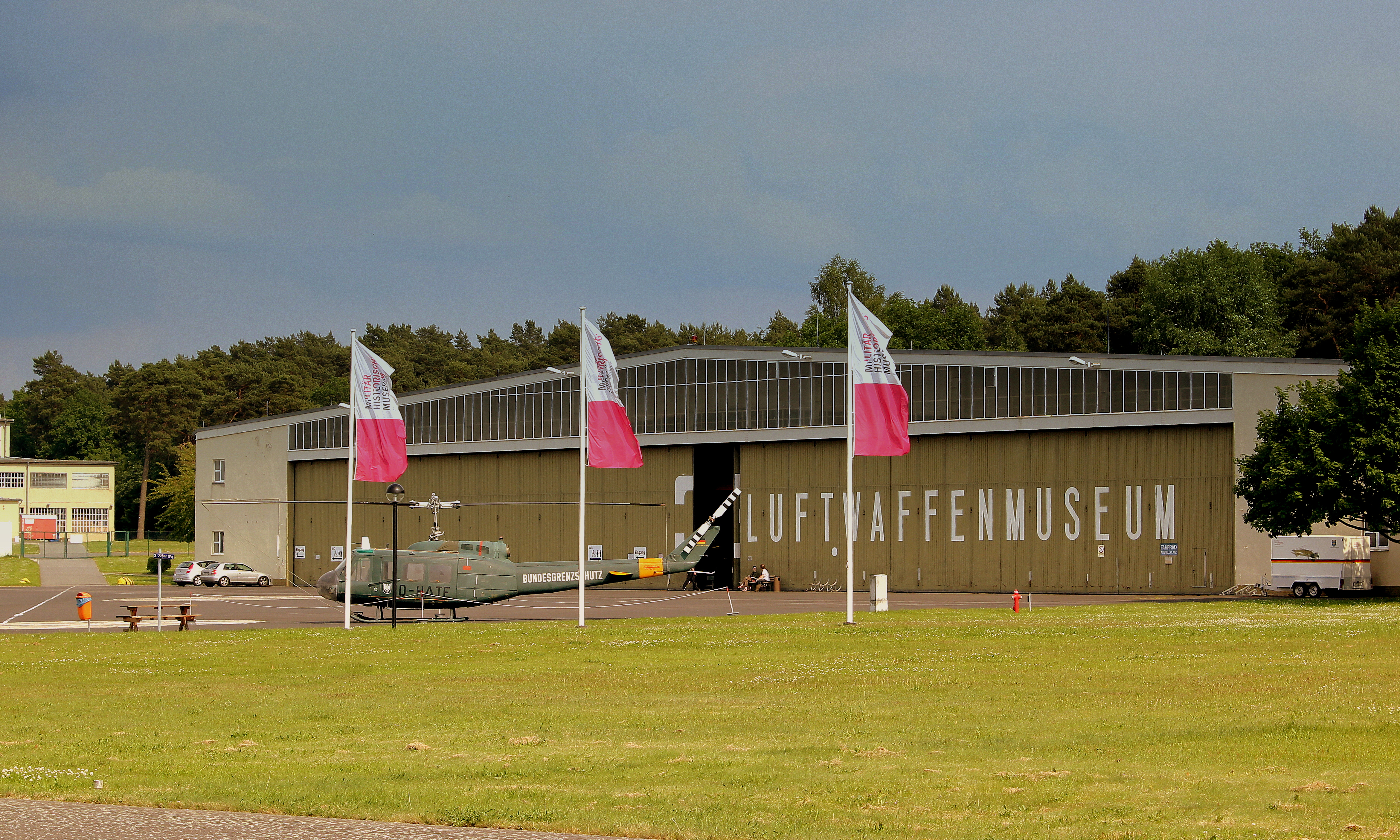
Hangar 3 – Museum (Ausstellung)
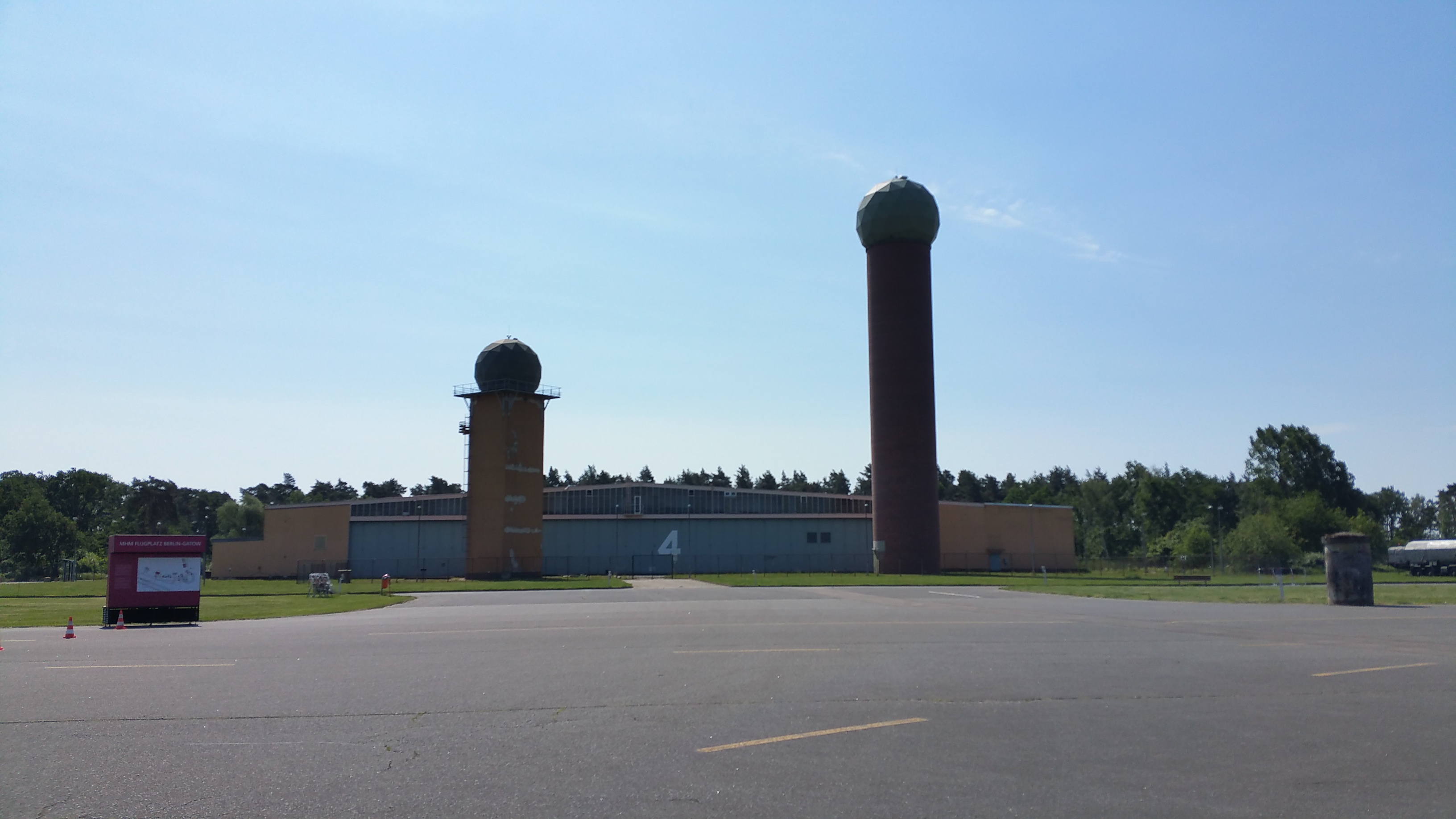
Hangar 4 – Kaserne (Horchfunker)
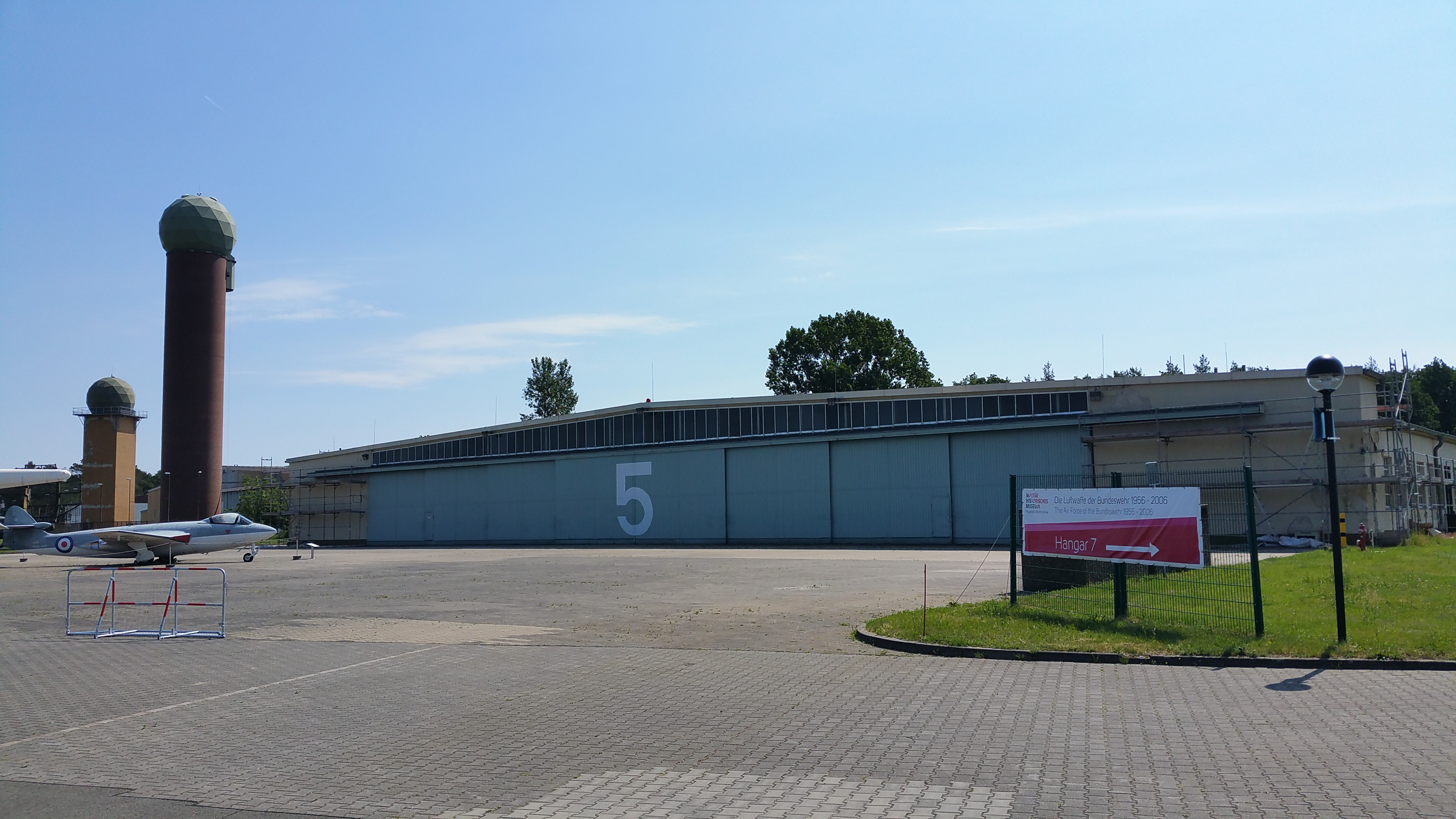
Hangar 5 – Museum (Lager)
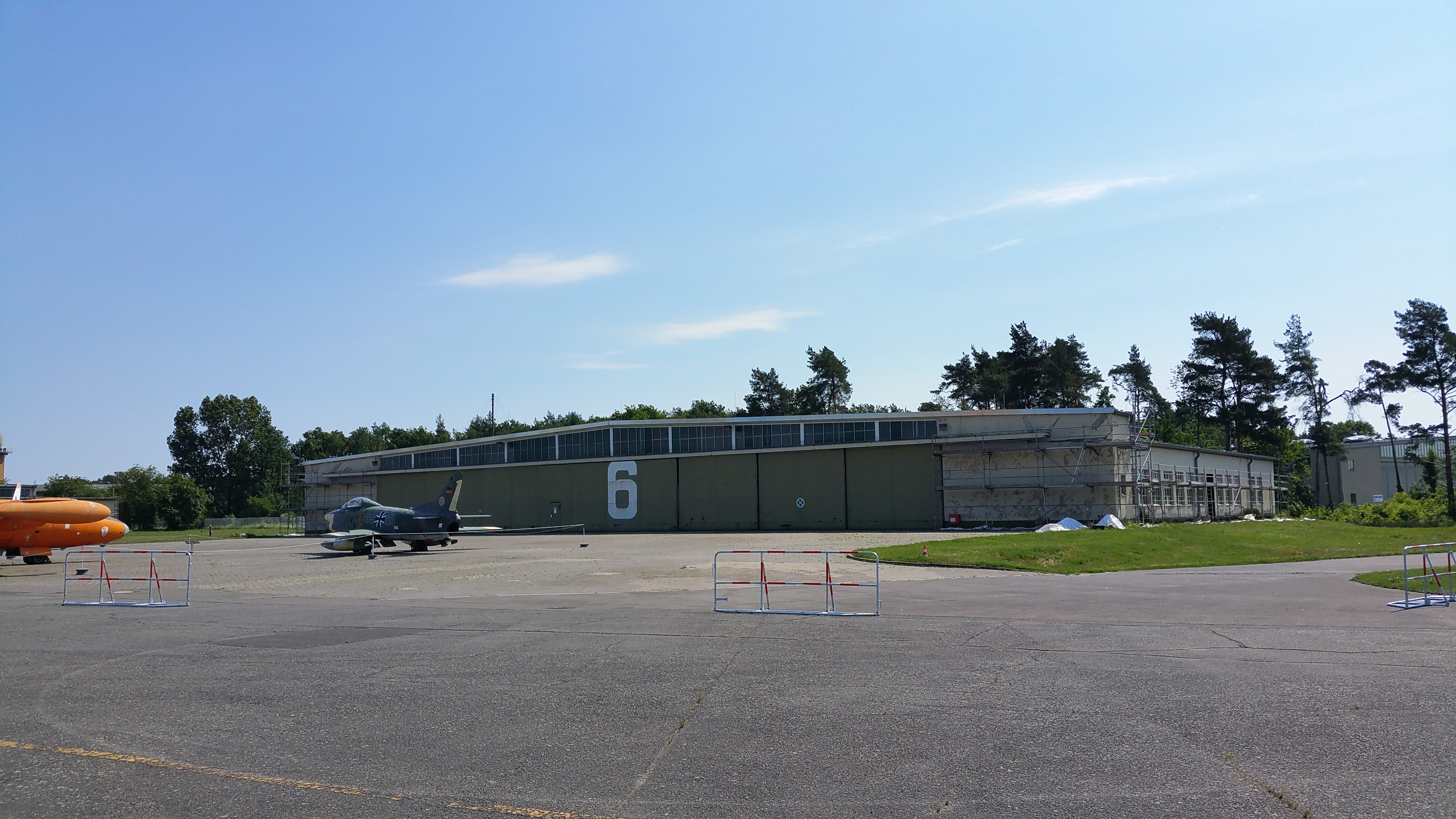
Hangar 6 – Museum (Lager)
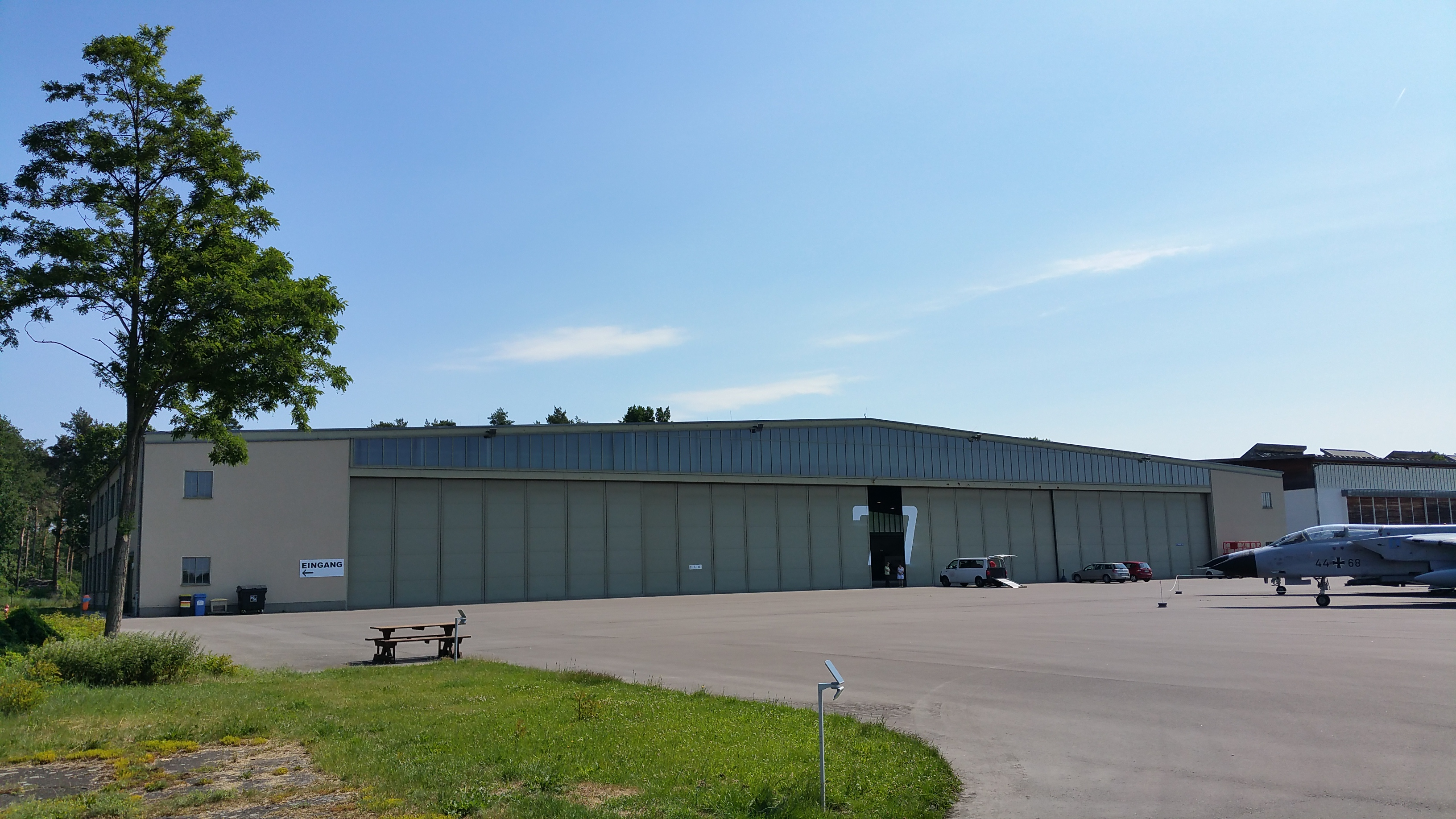
Hangar 7 – Museum (Ausstellung)
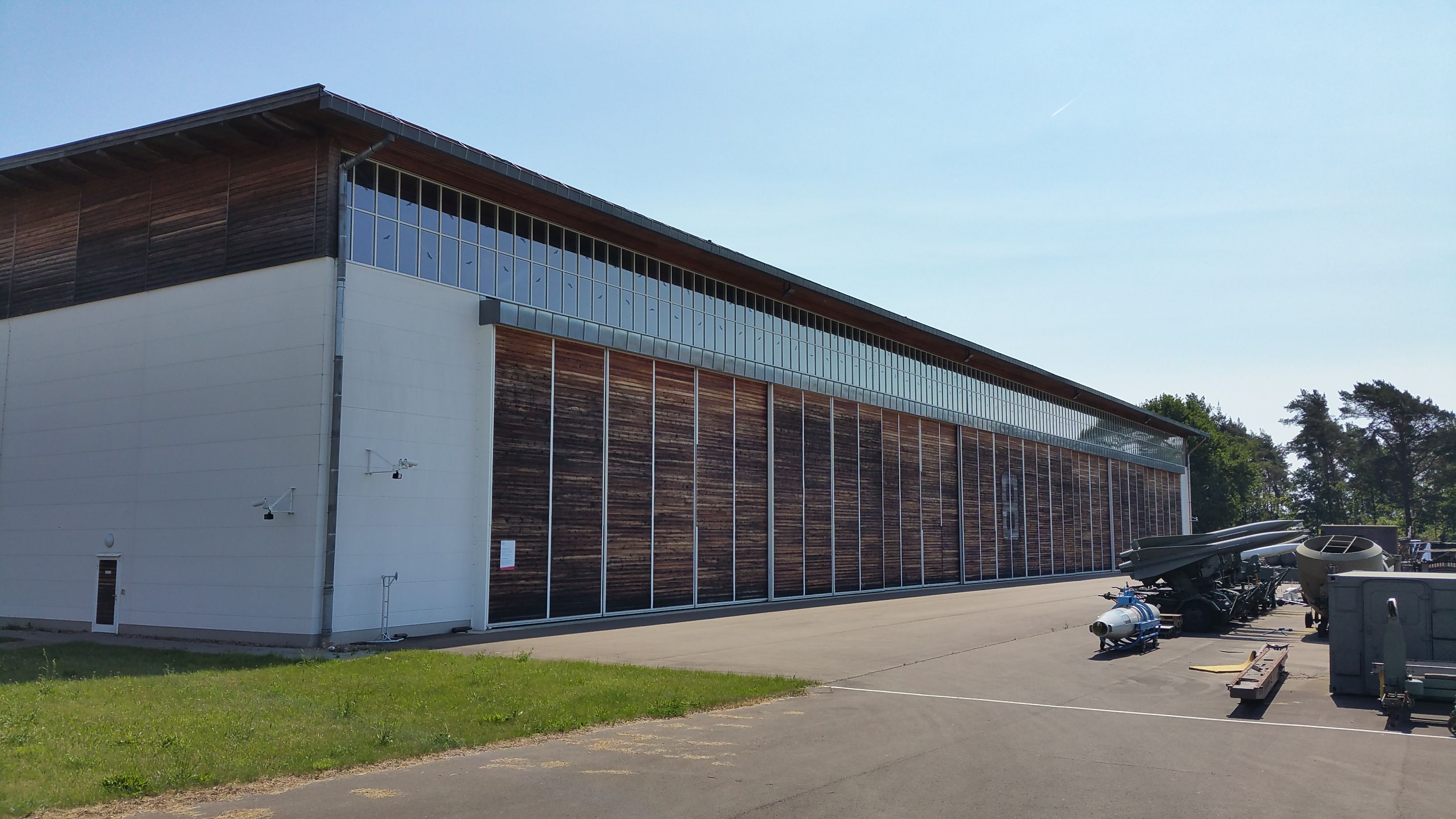
Hangar 8 – Museum (Depot)
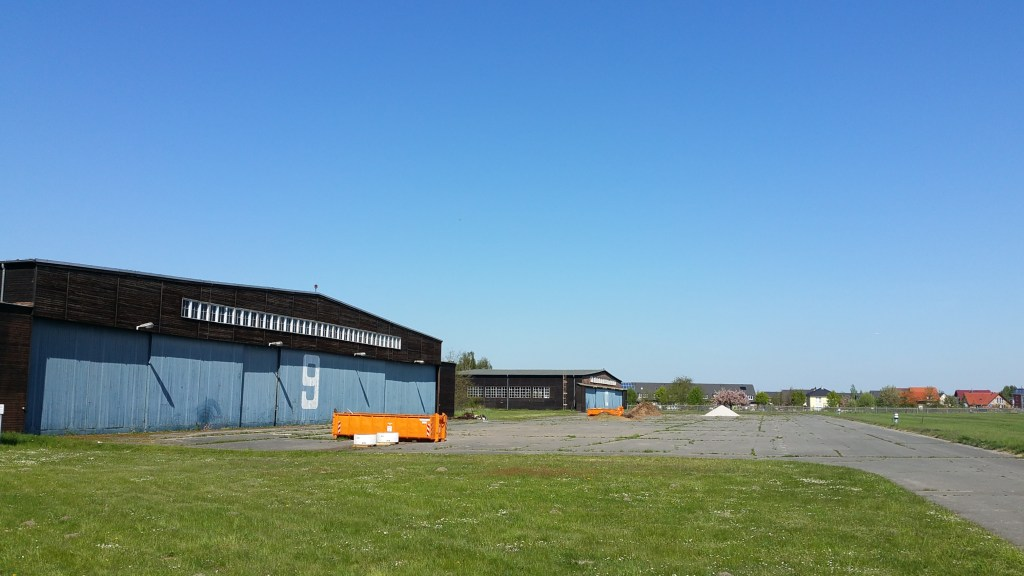
Hangar 9 und 10 (leer)
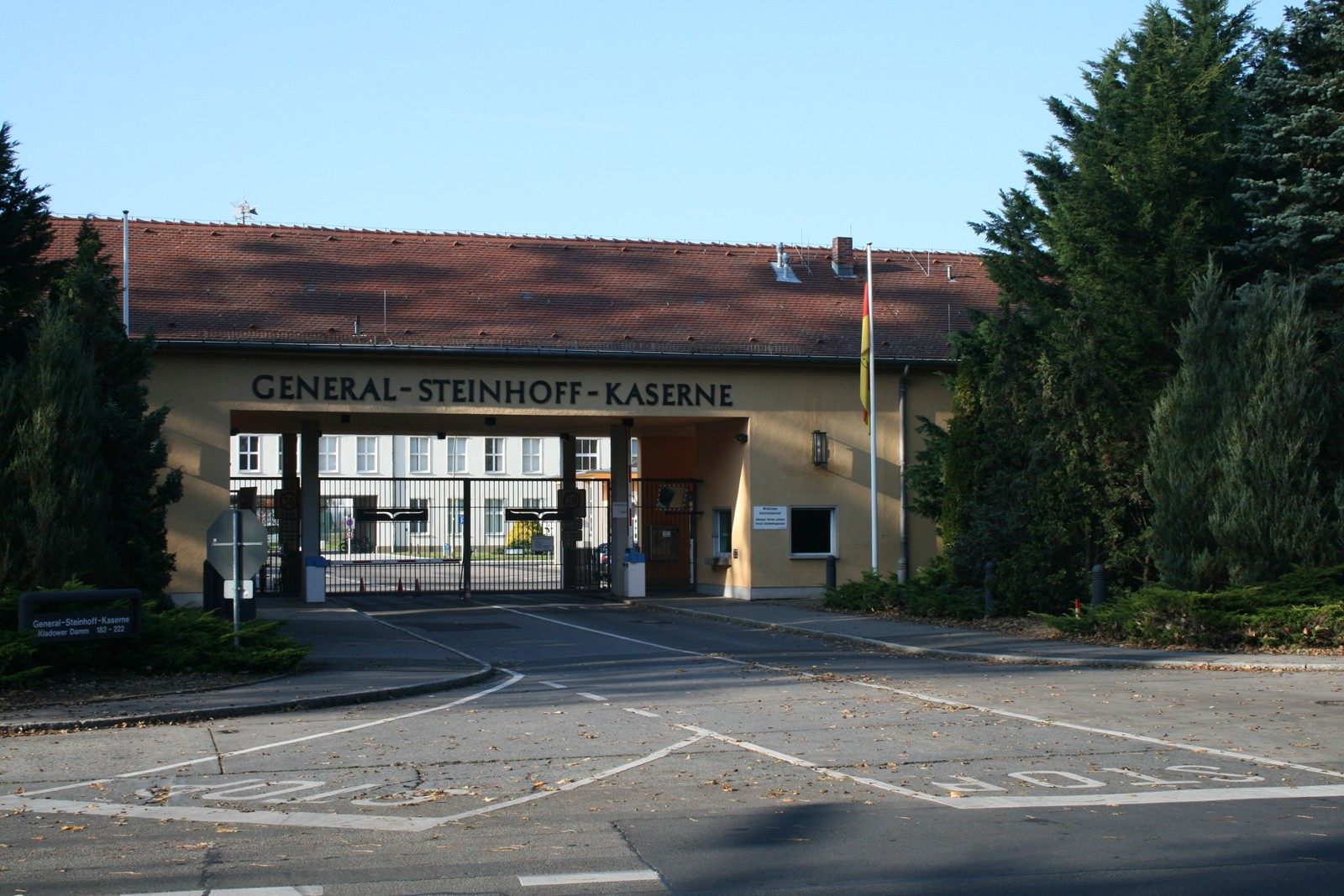
Eingangsgebäude General-Steinhoff-Kaserne
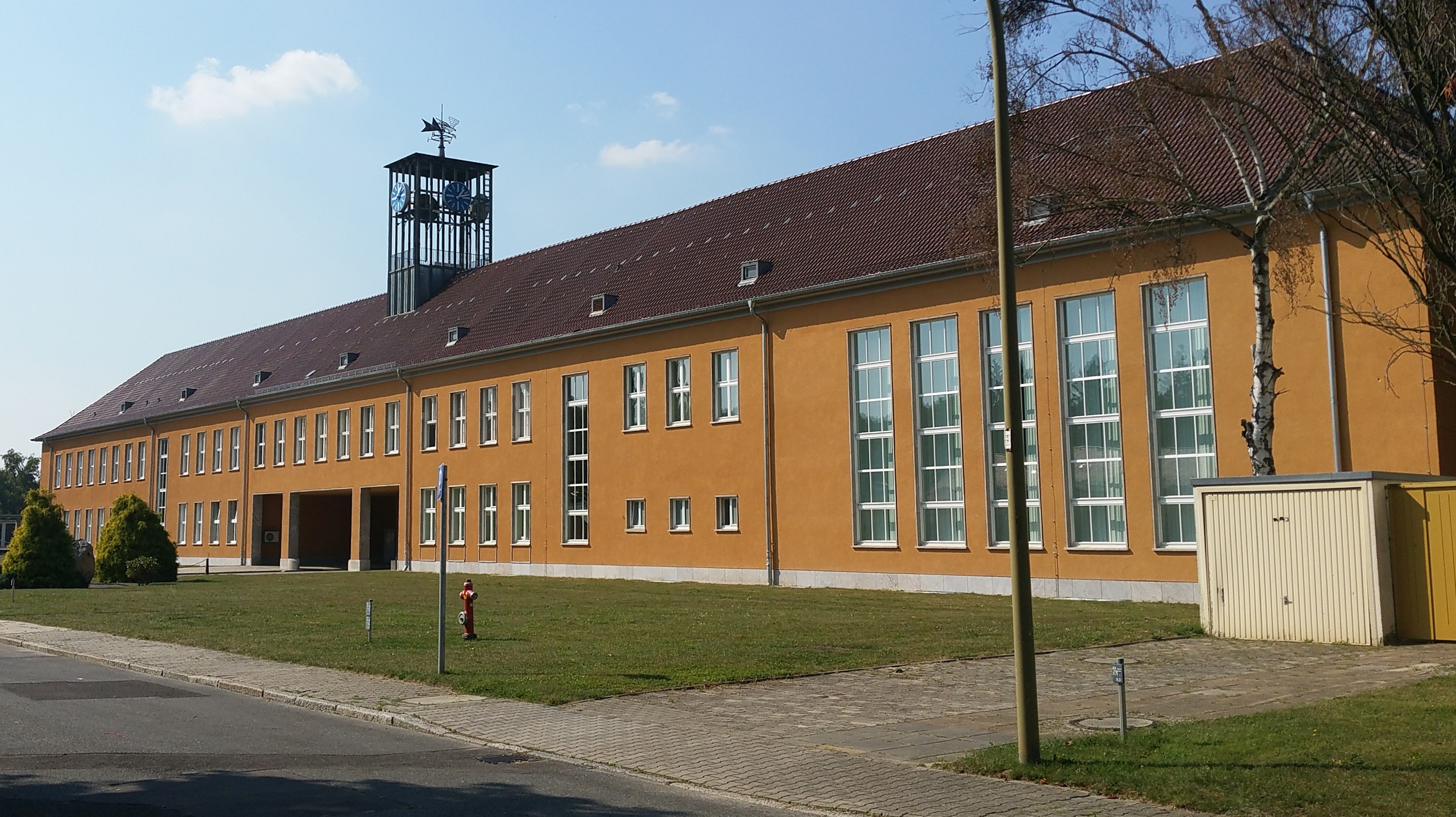
Ehemalige Kriegsschule 2 der Luftwaffe, aktuell Sitz Kommando Luftwaffe
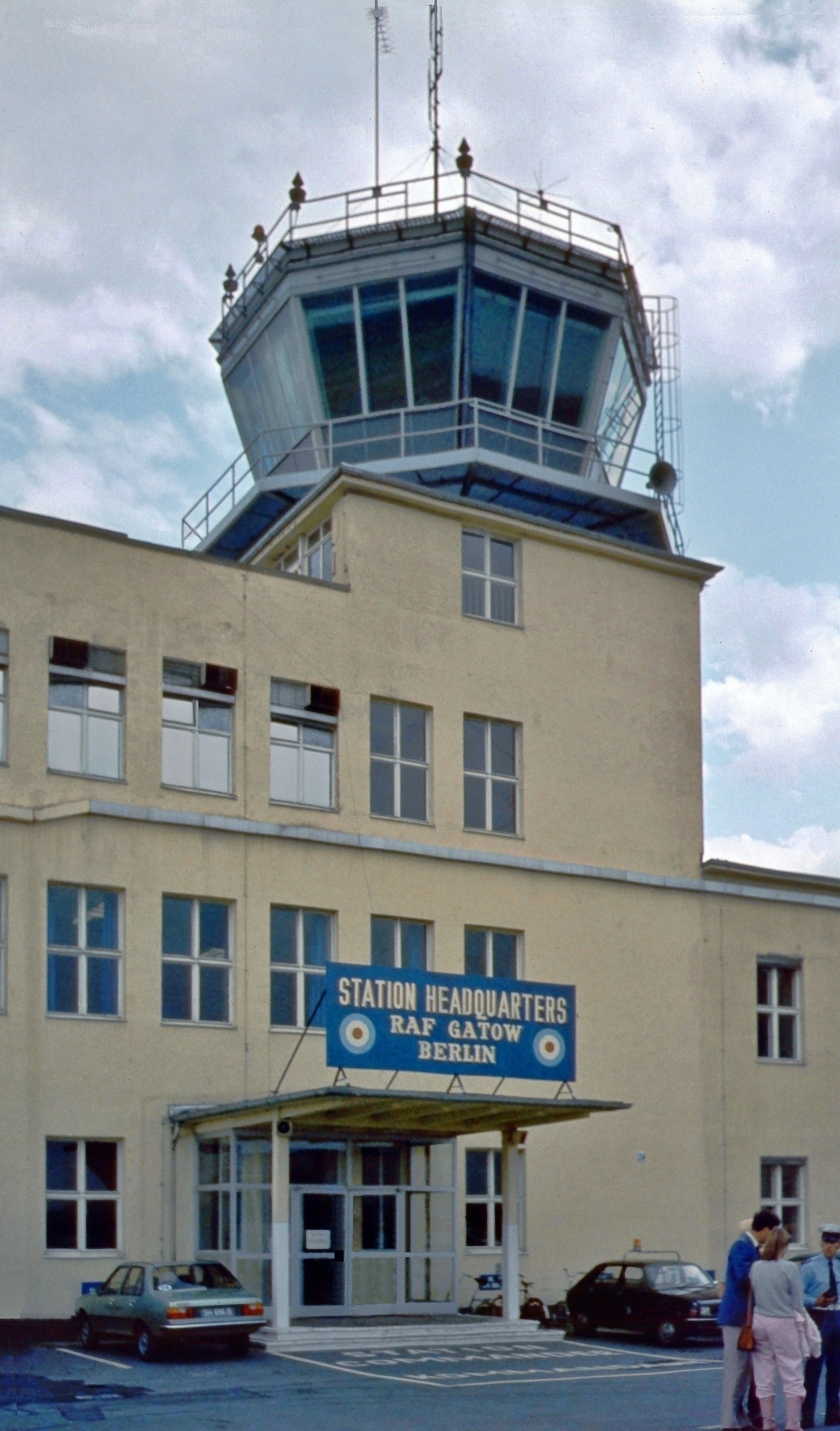
Station Headquarters

## Zwischenfälle
- Am 5. April 1948 kollidierte eine Vickers Viking 1B der British European Airways (BEA) mit dem Luftfahrzeugkennzeichen G-AIVP während des Landeanflugs mit einem sowjetischen Jagdflugzeug des Typs Jakowlew Jak-3 und stürzte außer Kontrolle rund drei Kilometer vom Flugplatz Gatow entfernt ab. Der sowjetische Pilot hatte dort verbotswidrig Kunstflug betrieben. Alle 15 Menschen in den beiden Maschinen wurden getötet(siehe auch Flugzeugkollision bei Berlin-Gatow 1948).[12]

- Am 1. August 1948 kam eine Douglas DC-3/C-47B der britischen Royal Air Force (RAF) (KN238) bei der Landung auf dem Flugplatz Berlin-Gatow ins Schleudern, machte einen Ringelpiez und das Fahrwerk brach zusammen. Das Flugzeug wurde irreparabel beschädigt. Alle 3 Besatzungsmitglieder, die einzigen Insassen auf dem Frachtflug, überlebten den Unfall.[13]

- Am 10. Oktober 1948 überrollte eine Avro York C.1 der Royal Air Force (MW305) bei der Landung auf dem Flugplatz Berlin-Gatow das Landebahnende. Um ein Weiterrollen zu verhindern, wurde das Fahrwerk eingefahren, so dass es zur Bauchlandung kam. Dadurch wurde das Flugzeug irreparabel beschädigt. Alle Insassen – Besatzungsmitglieder und Passagiere – überlebten.[14][15]

- Am 5. November 1948 flog eine Douglas DC-3/C-47B der britischen Royal Air Force (RAF) (KN551) für die Landung auf dem Flugplatz Berlin-Gatow zu tief an und kollidierte mit der Anflugbefeuerung. Das Flugzeug wurde irreparabel beschädigt. Personen kamen nicht zu Schaden.[16]

- Am 17. November 1948 stürzte eine Douglas DC-3/C-47B der britischen Royal Air Force (RAF) (KP223) während eines Blindanfluges auf den Flugplatz Berlin-Gatow bei Berlin-Schöneberg ab und fing Feuer. Alle vier Besatzungsmitglieder kamen ums Leben.[17]
- Am 2. Dezember 1948 wurde eine Avro York C.1 der Royal Air Force (MW246) auf dem Flugplatz Berlin-Gatow mit zu hoher Geschwindigkeit gelandet. Um ein Überrollen des Landebahnendes zu verhindern, leitete der Kommandant einen Ringelpiez ein, bei dem das Fahrwerk zusammenbrach. Alle Insassen überlebten den Unfall. Die Maschine wurde irreparabel beschädigt.[18][19]

- Am 14. Dezember 1948 verloren die Piloten einer Avro York C.1 der Royal Air Force (MW300) beim Start vom Flugplatz Berlin-Gatow die Kontrolle über das Flugzeug, woraufhin das Fahrwerk zusammenbrach. Alle Insassen überlebten. Die Maschine wurde irreparabel beschädigt.[20][21]

- Ebenfalls am 14. Dezember 1948 kam es auf dem Flugplatz Berlin-Gatow zu einem ganz ähnlichen Unfall. Die Piloten einer Avro York C.1 der Royal Air Force (MW238) verloren beim Start die Richtungskontrolle über die Maschine. Sie kam von der Startbahn ab, kippte in weichem Untergrund auf die Flugzeugnase und wurde zerstört. Alle Insassen überlebten.[22][23]

- Am 15. März 1949 kam es bei einer Avro York I der britischen Skyways (G-AHFI) im Anflug auf den Flugplatz Gatow zum Kontrollverlust. Die Maschine kippte über die linke Tragfläche ab und stürzte zu Boden. Alle drei Besatzungsmitglieder kamen ums Leben.[24]

- Am 26. Juni 1949 wurde eine Avro Lancastrian C.4 der britischen Skyways (G-AKFH) auf dem Flugplatz Berlin-Gatow sehr hart gelandet und sprang mehrere Male wieder in die Luft. Das Fahrwerk brach zusammen, das Flugzeug fing Feuer und wurde zerstört. Alle drei Besatzungsmitglieder, die einzigen Insassen auf dem Frachtflug, überlebten den Unfall.[25]

- Am 24. August 1952 musste bei einer Avro York C.1 der Eagle Aviation (G-AGNZ) nach dem Start vom Flugplatz Gatow das Triebwerk Nr. 1 abgestellt werden. Noch während der Rückkehr zum Startflugplatz breitete sich jedoch rasch ein Feuer im Triebwerk aus, wodurch die Besatzung zu einer Notlandung in einem Feld bei Potsdam gezwungen wurde. Dabei wurde eines der drei Besatzungsmitglieder des Frachtfluges getötet.[26]

- Am 9. April 1978 landete unerwartet ein zweisitziges Flugzeug auf dem Flugplatz Berlin-Gatow. Dabei handelte es sich um ein Flugzeug vom Typ Zlín Z-42M (DM-WNX). An Bord waren die Brüder Lothar und Dieter Weber, die zehn Minuten zuvor auf dem Flugplatz Schönhagen bei Trebbin gestartet waren. Sie flüchteten aus der DDR nach West-Berlin. Nach ihrer Landung baten sie zunächst bei den Briten und später auch bei den West-Berliner Behörden um politisches Asyl.[27]